# Ritteriella retracta
Ritteriella retracta är en ryggsträngsdjursart som först beskrevs av Friedrich Ritter 1906.  Ritteriella retracta ingår i släktet Ritteriella och familjen bandsalper. Inga underarter finns listade i Catalogue of Life.